# Проспект Красных Командиров (Зеленогорск)
Проспе́кт Красных Команди́ров — проспект в городе Зеленогорске Курортного района Санкт-Петербурга. Проходит от Приморского шоссе до Гостиной улицы. На юг продолжается Кооперативной улицей.
С 1907 года нынешний проспект состоял из двух проездов — Андре́евского переулка (от Берёзового переулка до Связной улицы, включая Кооперативную улицу) и Ге́нриховскую улицу (от Связной улицы до Гостиной улицы). Оба топонима были связаны с фамилиями домовладельцев.
В 1920-х годах проезды были объединены под названием Antinkatu — по имени Антти. Так звали первого селянина, жительство которого в Териоках подтверждено документально.
После 1940-х годов улица стала проспектом Красных Командиров — в честь командиров Красной армии.

## Перекрёстки
- Приморское шоссе / Кооперативная улица
- Связная улица
- Красный переулок
- 1-й Торфяной переулок
- Торфяная улица
- Госпитальная улица
- Кавалерийская улица
- Конная улица
- Любимая улица
- Улица Красных Курсантов
- Гостиная улица